# Élie Anatole Pavil
Élie Anatole Pavil est un peintre post-impressionniste, d'origine ukrainienne, naturalisé en 1911. Il est installé à Paris et finit sa vie au Maroc.

## Biographie
Ilya Anatolevitch Pavill voit le jour le 25 mai 1873, à Odessa, en Crimée, puis s'installe avec sa famille à Paris, alors qu'il a 18 ans. 
Il est diplômé de l'Académie Julian et il expose dès 1904 Le Pont Royal tableau n° 1469 au Salon des peintres de Paris où il exposera à nouveau en 1906.
Il est naturalisé Français en 1911 grâce à la protection du peintre Édouard Detaille et de l’inspecteur général Petit. 
Il séjourne à Arcachon en 1912 et séjourne en Bretagne en 1915 et 1916. Il revient à Arcachon durant l'été 1919 et 1922, et en 1925 où il réalise En attendant le retour des pêcheurs, un tableau qui sera daté par sa fille Lina lors de la vente de Maître Robert pour le centenaire de sa naissance. 
En 1930, il s'installe au Maroc pour vivre avec sa fille, continuant à peindre dans les souks et dans le port de Rabat, jusqu'à sa mort à Rabat le 1er janvier 1944. Il repose au Cimetière du Père-Lachaise avec son fils, le compositeur de musique Edouard Alexandre Pavil (1910-1966).
Par décret du 20 Août 1931, il est nommé au grade de Chevalier de la légion d’Honneur par le ministère des Beaux-arts. 
Sa fille Lina Pavil expose à ses côtés au Salon des artistes français en 1933, le tableau Sur un vieux fauteuil. Fleurs.

## Œuvre
Grâce à ses contacts avec les impressionnistes, Pavil est très sensible aux changements de lumière selon l'heure de la journée, la saison et les conditions météorologiques. 
La ville était son sujet – la lumière et la couleur de la Seine, les boulevards, les jardins, les scènes de rue – capturés dans des tableaux que Claude Monet appelait « petites merveilles ».
Beaucoup de ses toiles montrent l'influence de Degas et Renoir, et il compte également Camille Pissarro parmi ses amis. 
Avec le même souci du détail, il peint également de nombreux tableaux au Maroc sur les souks et dans le port de Rabat. 

### Ses expositions et les achats par l'Etat
Au Salon d'Automne du 18 octobre au 25 Novembre 1905, il expose Le Soir dans la taverne n° 1205. À partir du 1er mars 1905 il expose au Salon des artistes français.
En 1906, au Salon des indépendants dans la serre de la ville de Paris Cours la Reine, du 20 mars au 30 avril, il montre le no 3863 À la ligne ; no 3864 Allée de jardin ; no 3865 Fin d’un jour d’automne ; no 3868 Le Canal de la Villette ; no 3869 Le Canal St Martin  et le no 3870 Le Pont de Neuilly.
La même année, au Salon d'Automne au Grand Palais des Champs Elysées, du 6 octobre au 15 novembre 1906, il expose le no 1312 et 1313 En attendant le médecin et devient membre de la société internationale des aquarellistes.
Quelques expositions personnelles et rétrospectives sont organisées à Paris, telle que celle de la Galerie Bernheim en 1907, 9 rue Lafitte Paris, du 1er au 11 mars, où il expose Parvis Notre-Dame un jour de neige et Au parc Monceau.
L'Etat acquiert une de ses aquarelle en 1909 Une rue en hiver et en 1912 une autre Une rue du vieux Paris.
Au Salon des Artistes Français le  30 avril 1911, il expose le no 1469 Une nuit chez Lajaunie Tabarin et le 30 avril 1913, le n° 1399 Au dispensaire de la mutualité Française.
En octobre 1916, la toile Canal de l’Ourcq est signalée dans le bureau du chef de cabinet du ministre de la guerre et l'année suivante en août, au secrétariat de la Marine Marchande.
Du 1er au 11 mai 1917 il expose 2 toiles intitulées Vieux Paris no 55 et 56, et du 5 au 17 novembre, il expose à nouveau chez Berheim Jeune, 15 Rue Richepance, avec Utrillo, Valadon, Marquet, Matisse, Ozenfant, Peské, Puy, Bonnard. Toujours chez Berheim, il expose à nouveau du 16 au 31 Décembre 1918. 
En 1921, c'est à la galerie Georges Petit, 8 rue de Sèze à Paris, qu'il expose soixante six œuvres du 16 au 31 mars 1921.
En 1923 lors de l'Exposition « Peinture moderne groupe III », il expose no 175 Intérieur et no 176 ;  Vues de Paris. Il y est aux côtés de Picasso (2), Signac (2), Survage (4), Utrillo (2), Valadon (2), Valtat (2), Van Dongen (2), Vlaminck (1), Vuillard (2), Waroquier (1) et Zingg (2). Cette même année il expose également (no 131 et no 132) avec certains peintres de la "Peinture moderne" et d'autres tels que, Camoin, D’Espagnat, Dignimont, Friesz, Foujita, Gernez, Gromaire, Kisling, Laprade, Dufy, Loiseau, Marquet, Manguin, Matisse, Metzinger, Pascin, lors d'une Exposition Aquarelles, Pastels et Dessins.
Il est à nouveau à la galerie Georges-Petit. Du 2 au 15 mai 1924 avec 65 œuvres dont le tableau intitulé Les Boulevards, et du 31 octobre au 15 novembre 1929.
Il figure dans un catalogue de vente de tableaux en 1925.
Le Musée d’art moderne acquiert une aquarelle Paysage d’Arcachon en 1925, mais elle est sortie pour le dépôt le 20 février 1947. 
Au Salon des artistes indépendants de 1926, intitulé Trente ans d’art indépendant de 1884 à 1914 est organisée au Grand Palais du 20 février au 21 mars, une exposition rétrospectives des œuvres des membres inscrits. Il y présente La Seine, 1910 et Le Pont des arts.
En 1927, il revient au Salon des artistes français le 30 avril avec le n° 1476 La Menthe verte et le n° 2675 Margot (Pastel). Le 27 avril 1928 il y obtiendra une mention honorable pour le n° 1552 Ouvrière Montmartroise et expose à nouveau en 1930 le n° 1630 Le Home de la danseuse (Médaille d’argent) et le n° 2872, un pastel Poupette. En 1931, il obtient à nouveau une médaille d'argent pour le n°1722 La Danseuse endormie et il présente le n° 1723 Petit café. En 1932, il y présente le n° 1867 La Table et le n° 1868 Place du tertre. 
Il expose cent toiles à la galerie Charpentier, sous le patronage de Georges Mandel, en 1933. Le Catalogue est préfacé par l'écrivain Pierre Varenne et il bénéficie d'articles en décembre par Clovis Arel dans « L’homme libre », par GJ Gros dans « Paris-Midi » et dans « Beaux-arts ».

### Quelques œuvres
- Le Quai aux Fleurs, Paris, 1890 — 1900, aquarelle, 34 × 46 cm, Musée Carnavalet, Paris[3]
- La Fête à Montmartre, vers 1900, Huile sur panneau, 18 × 23 cm, Collection privée[1]
- Le Garçon de café de la Place Blanche, huile sur panneau, 23 × 33 cm, Collection privée[4]
- Personnages se promenant dans le jardin du Luxembourg, au-delà du Panthéon, Huile sur toile, 100 × 81 cm, Collection privée, vente 2013[5]
- Femmes au Parc Monceau, huile sur toile, 38 × 55 cm, Collection privée, vente 2007[6]
- Paysage fluvial en hiver, 50 × 61 cm, LAM, Villeneuve-d'Ascq[7]
- Place d'lena a Paris en Hiver, huile sur toile, 38 × 55 cm, Collection privée, vente 2018[8]
- La Lettre, vers 1925, Huile sur toile, 73 × 92 cm, Collection privée, vente 2021[9]
- Au Café, vers 1930, Huile sur toile, 54 × 65 cm, Collection privée, vente 2024[10]
- Après-midi, marabout, Rabat, 1937, Huile sur toile, 65 × 50 cm, Collection privée, vente 2024[11]
- La Belle mauresque, Huile sur toile, 41 × 33 cm, Collection privée, vente 2012[12]

Œuvres de Pavil
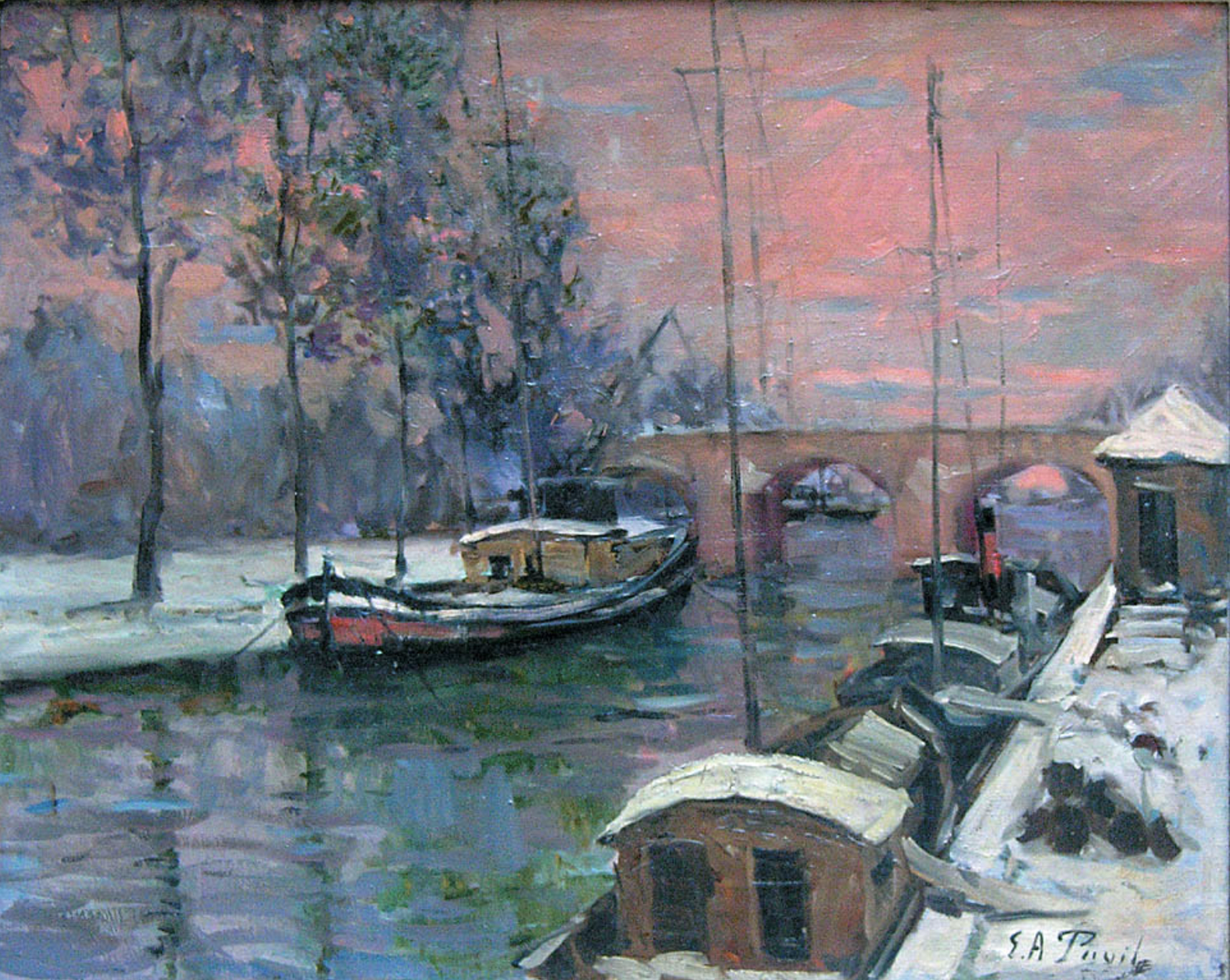
Péniches sur la Seine Vente en Pologne artinfo.pl
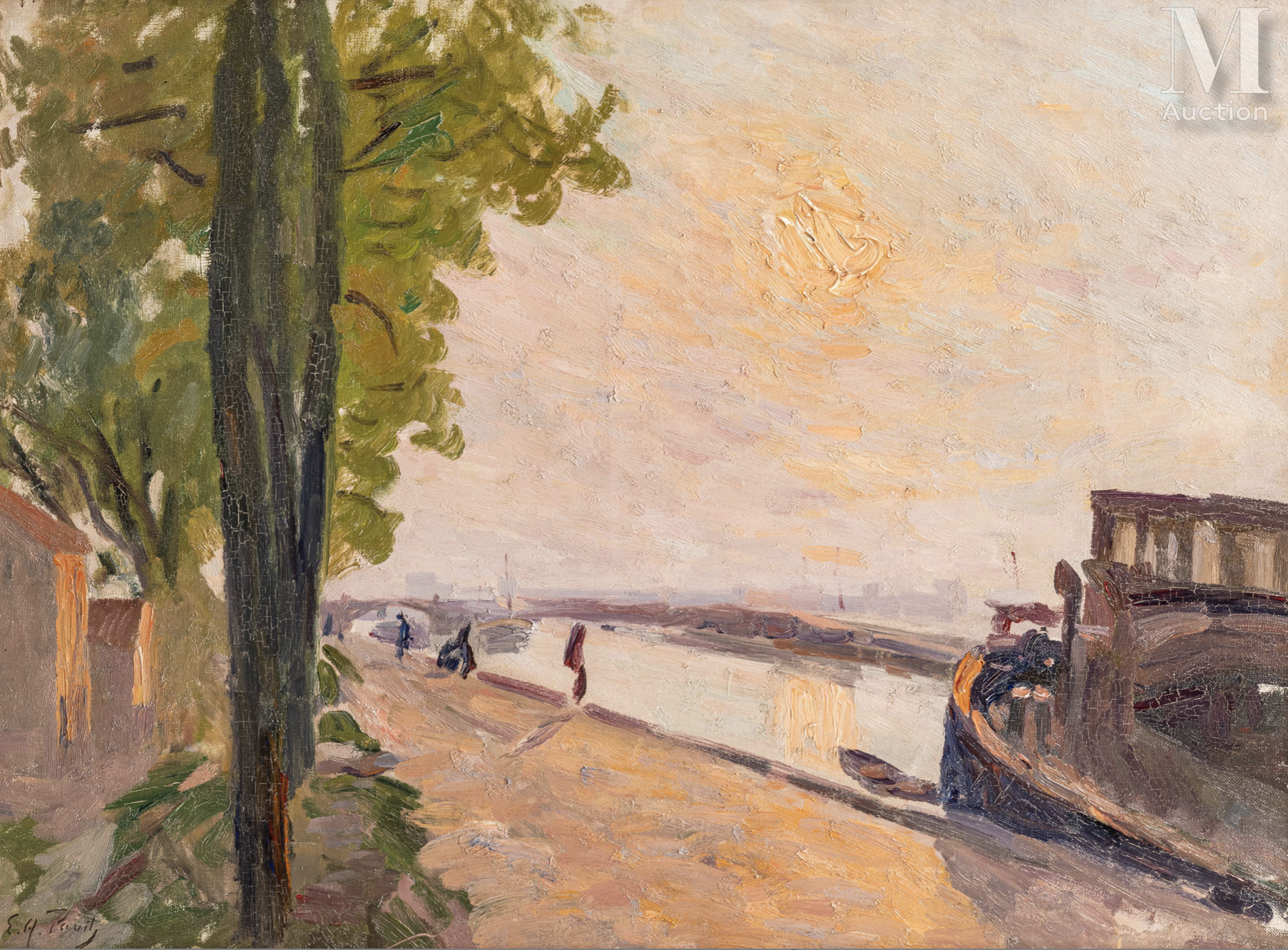
Quais de Seine Vente en Pologne artinfo.pl
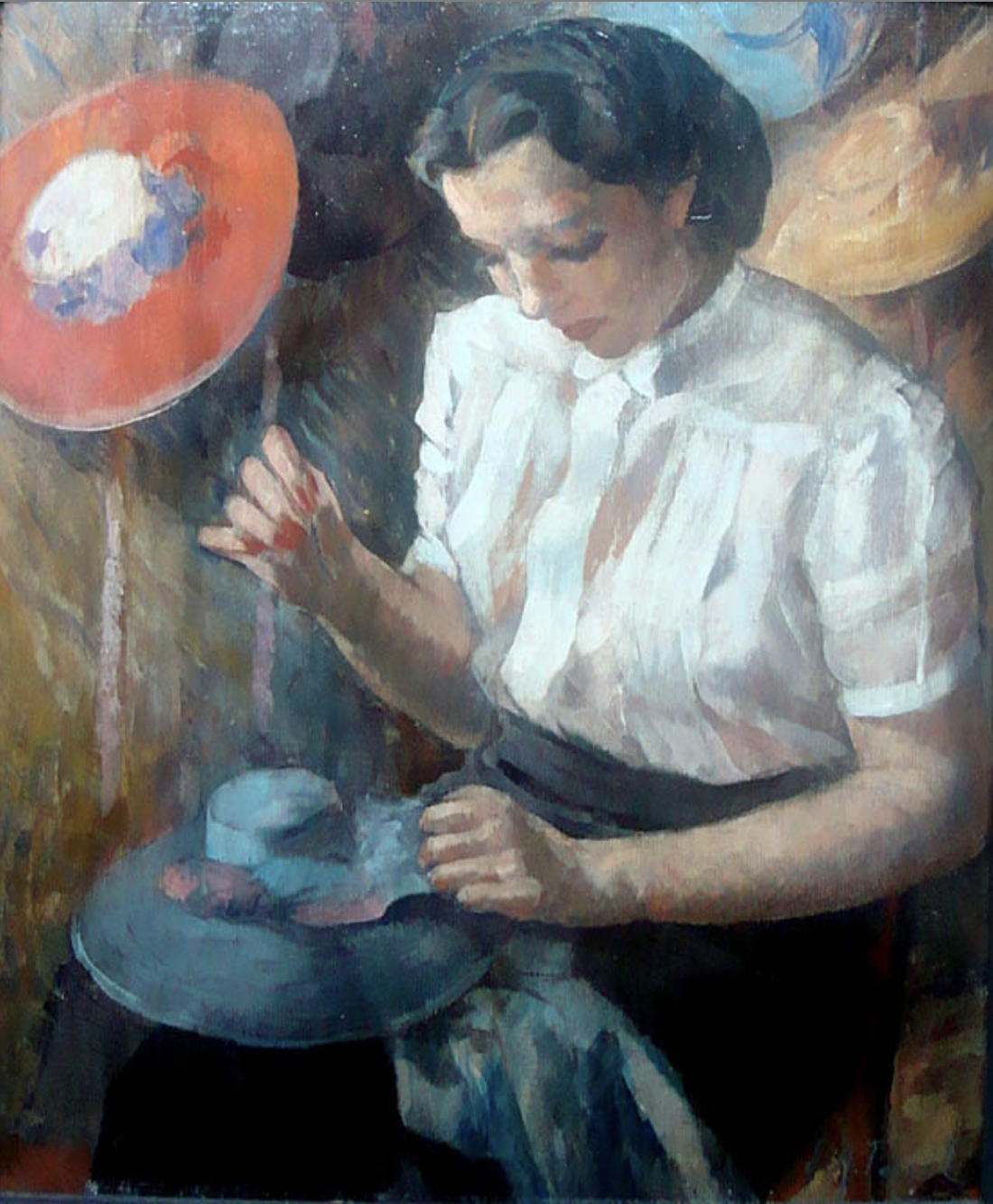
La Chapelière Vente en Pologne artinfo.pl
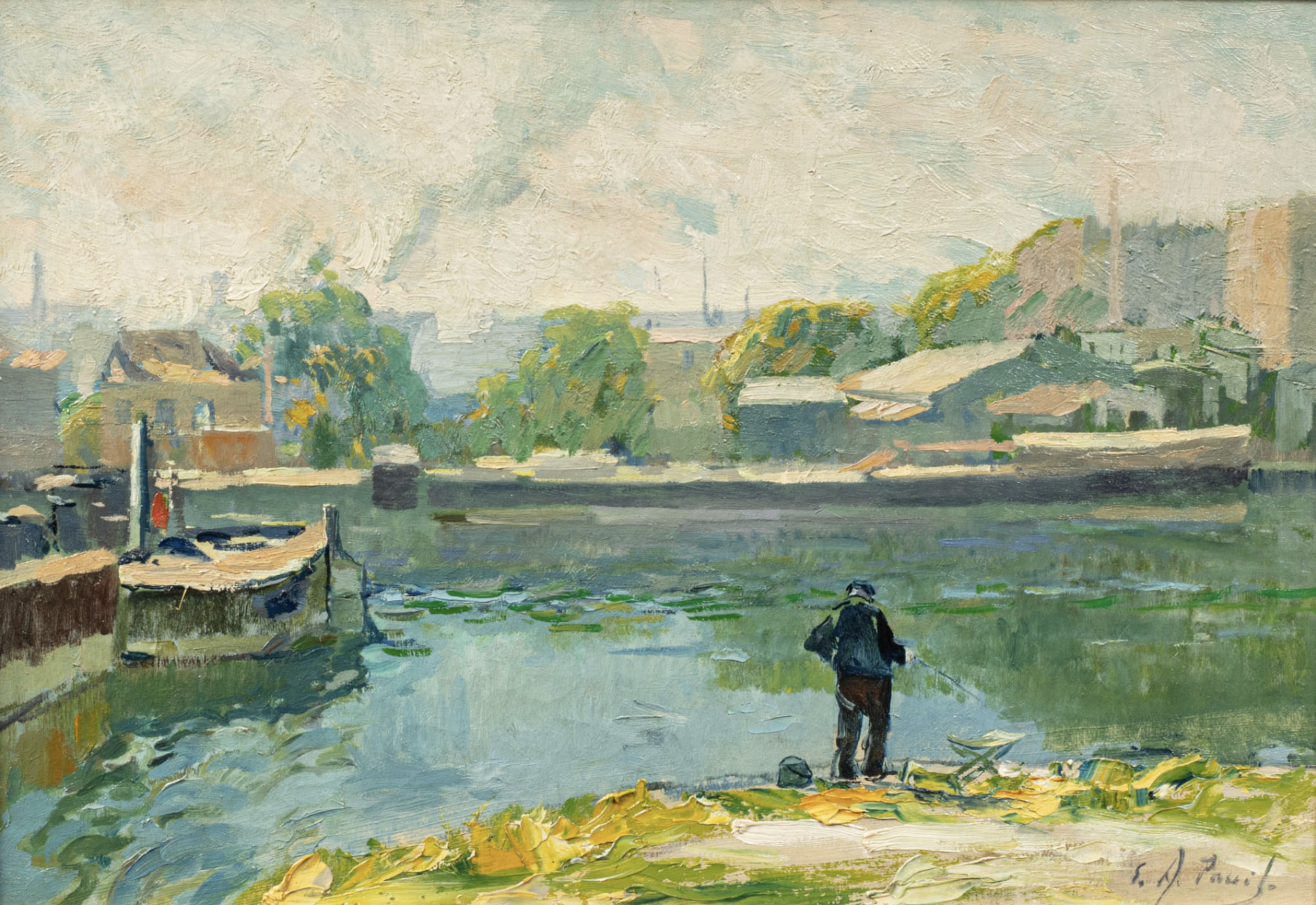
Pêcheur Vente en Pologne artinfo.pl
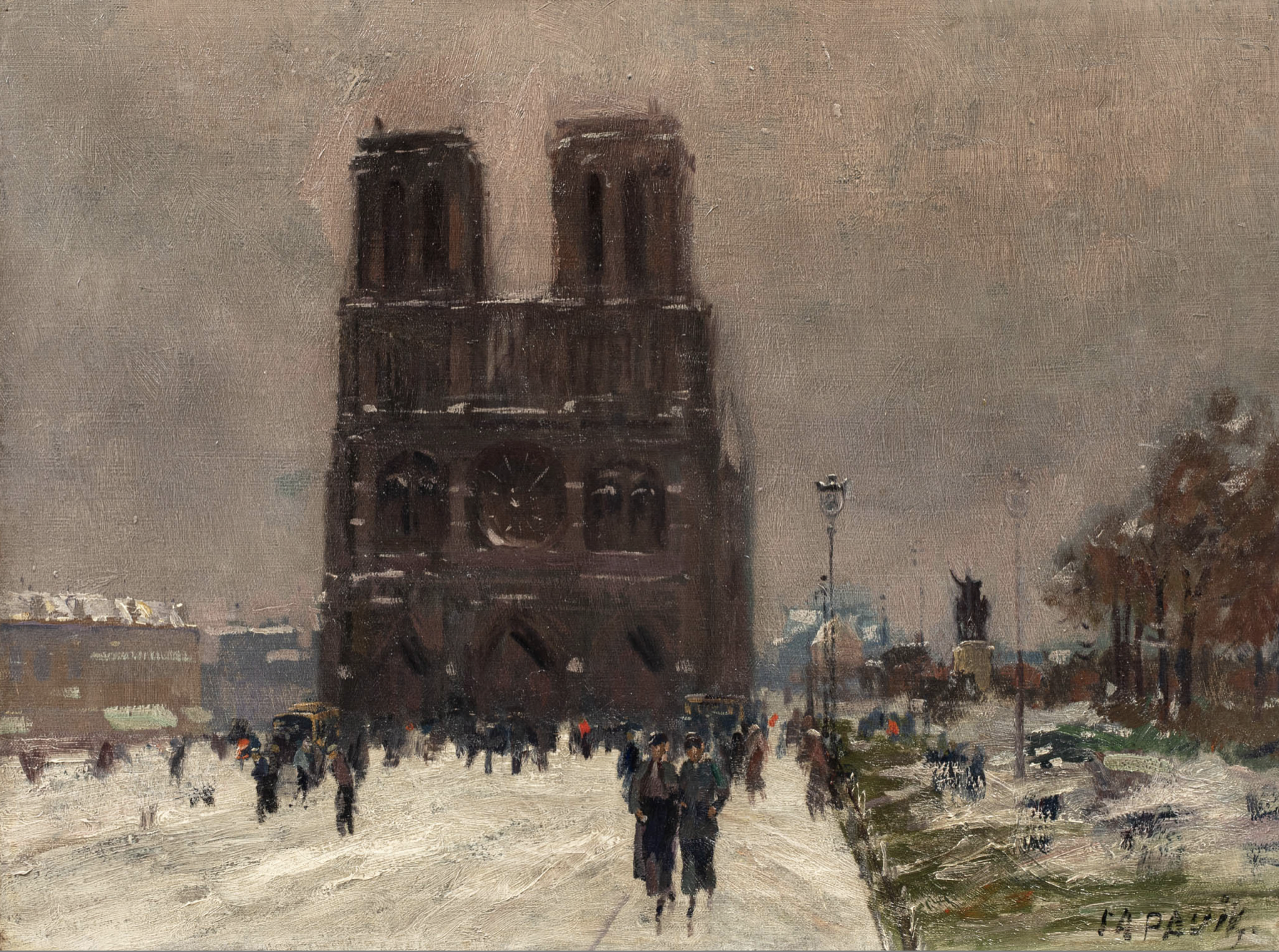
Vue de Notre-Dame de Paris Vente en Pologne artinfo.pl
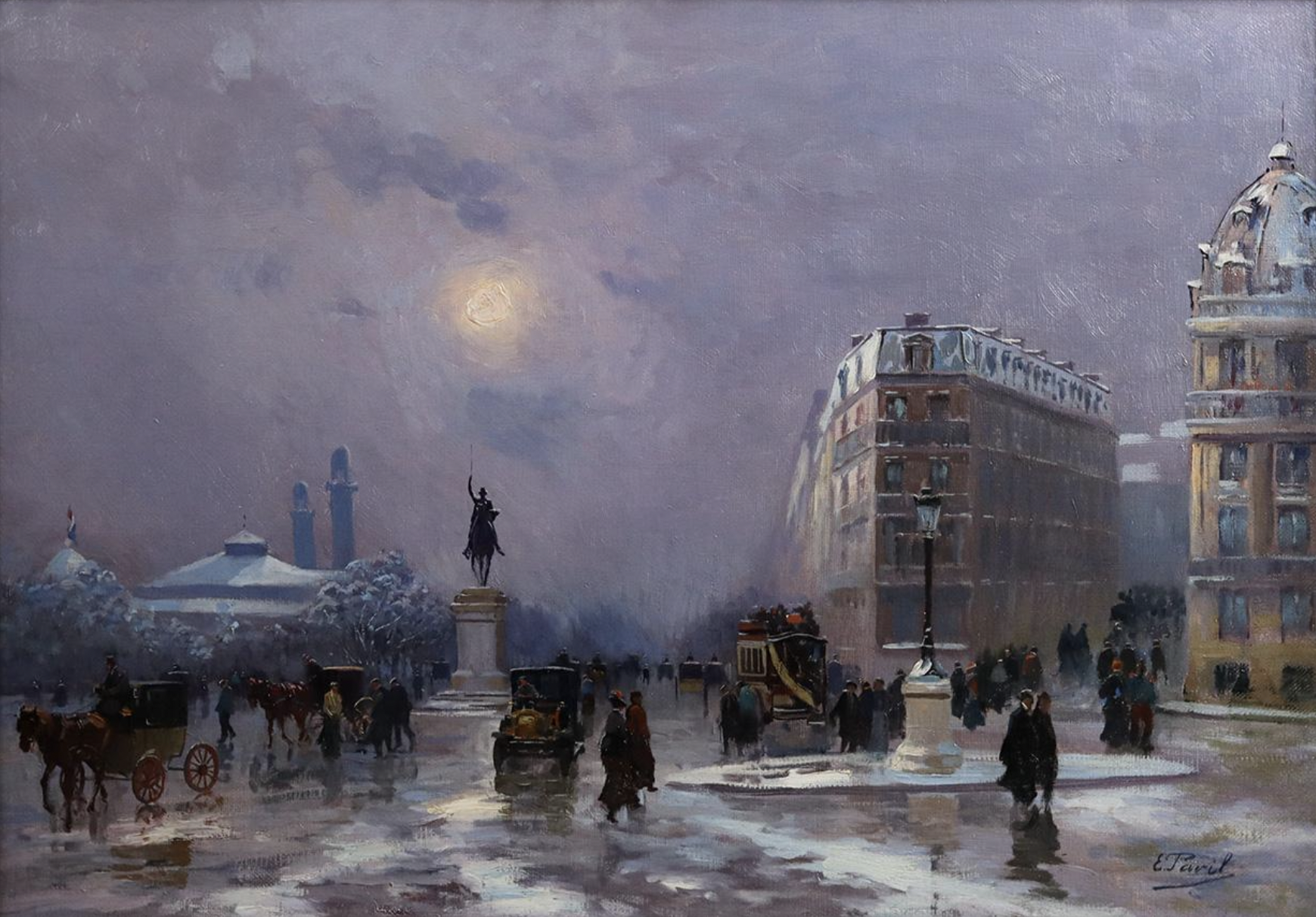
Place d'Iéna, Paris pendant l'hiver 1920 Collection privée,Vente 2018

## Postérité
Ventes de tableaux :
- INHA Vente de tableaux 1942
- INHA Vente de tableaux 1943
- INHA Vente de tableaux 1945

En 1973, l'atelier Pavila à Paris vend aux enchères plus de 200 œuvres créées sur quatre décennies. 
Ses œuvres illustrant les effets des intempéries sur la Seine et les rues de Paris sont les plus recherchées sur le marché de l'art. Ses portraits sont rares et appréciés, tout comme les scènes orientalistes qu'il peint dans ses dernières années.